# Saint Mary (Antigua en Barbuda)
Saint Mary is een van de zes parishes van Antigua en Barbuda. De hoofdstad is Bolands. Jolly Harbour en Jolly Beach bevinden zich aan de kust bij Bolands.

## Gebergte
Mount Obama, de hoogste berg van Antigua met 402 meter, bevindt zich in de parish. Wallings Nature Reserve is in 2018 opgericht op het gebergte en de bossen te beschermen. Het is het eerste park dat door de lokale gemeenschap wordt geadministreerd.

## Green Castle Hill
In het noorden van Saint Mary bevindt zich Green Castle Hill, het restant van een dode vulkaan. Bij de heuvel bevindt een archeologische site uit de  precolumbiaanse periode. In 1930 werden vier megalieten, rechtopstaande stenen, ontdekt waarvan de grootste ongeveer 3 meter hoog is. De meningen verschillen of het handelt om een natuurlijk verschijnsel of dat de stenen door de inheemse bevolking waren geplaatst en dienden als observatorium.

## Ffryes Bay
Ffryes Bay bevindt zich bij de gelijknamige plaats ten zuiden van Bolands. Het is een lang witzandstrand en een van de drukkere stranden van Antigua. Het ligt aan de Caraïbische Zee en heeft rustig water. Er zijn veel restaurants en hotels langs het strand. In 2022 werd een drinkwaterfabriek bij Ffreys Bay gebouwd die door omgekeerde osmose zeewater omzet in drinkwater.

## Cades Bay
Cades Bay bevindt zich in het zuiden van Saint Mary. Het was een van de eerste plaatsen die gekoloniseerd werd. De Antiguiaanse zwarte ananas, een zoete ananas met een donkere schil wordt nog steeds in het gebied verbouwd. Ongeveer 1½ km uit de kust bevinden zich koraalriffen met een grote variëteit aan vissoorten. Sinds 1999 is een gebied van 18,1 km² beschermd als zeereservaat.

## Galerij

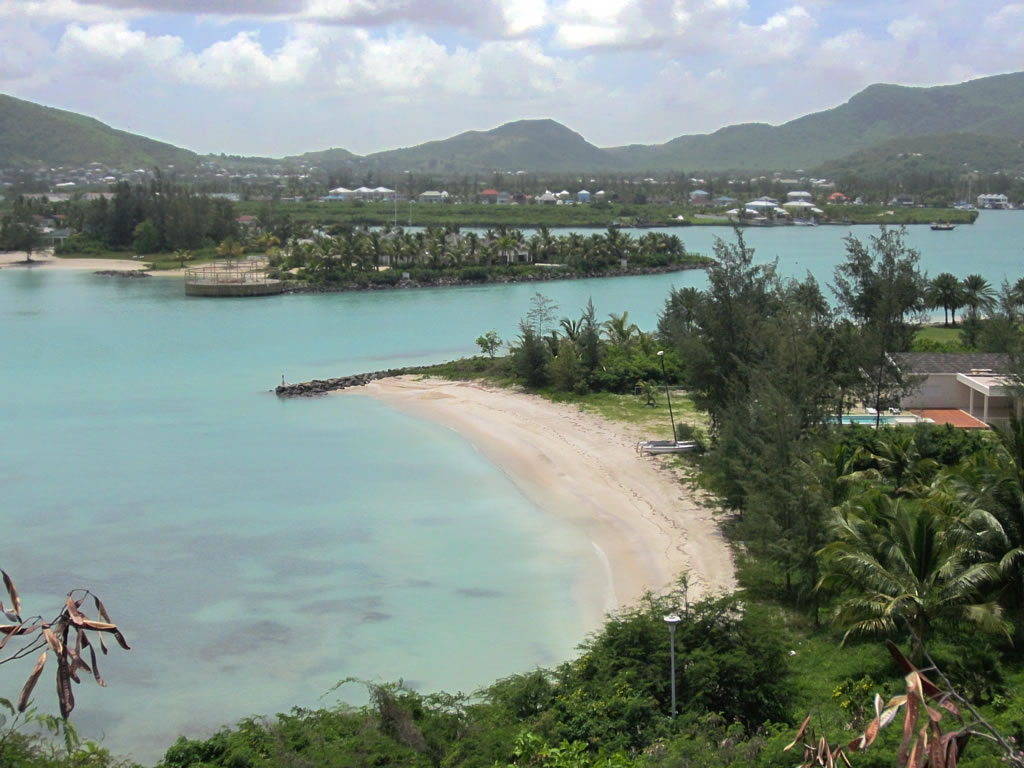
Jolly Harbour
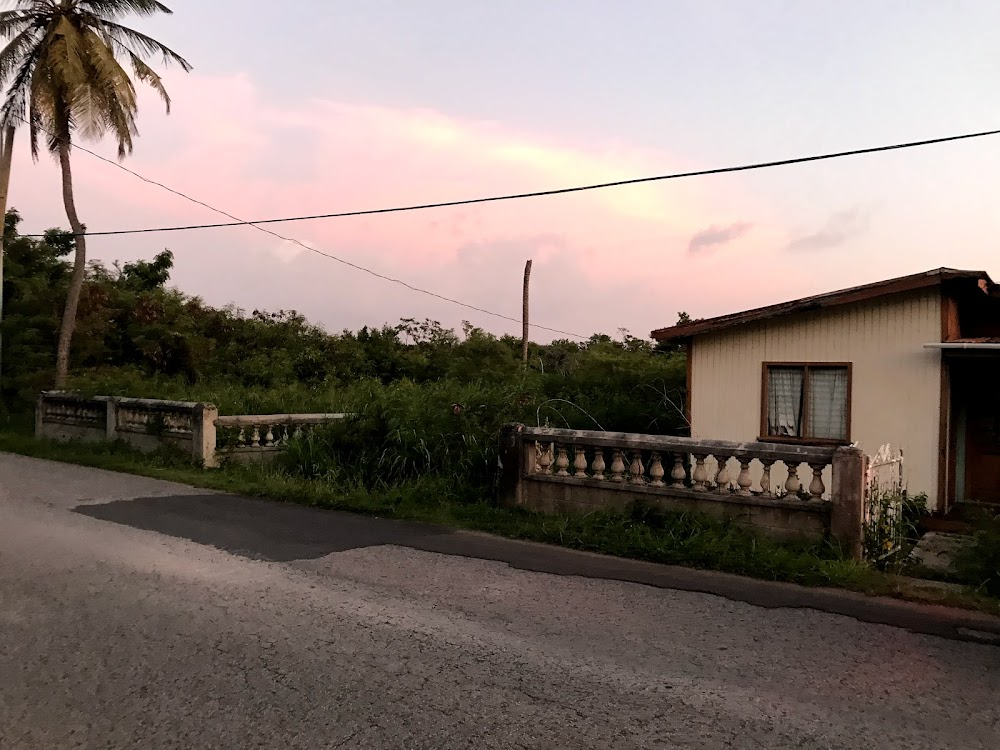
Urlings
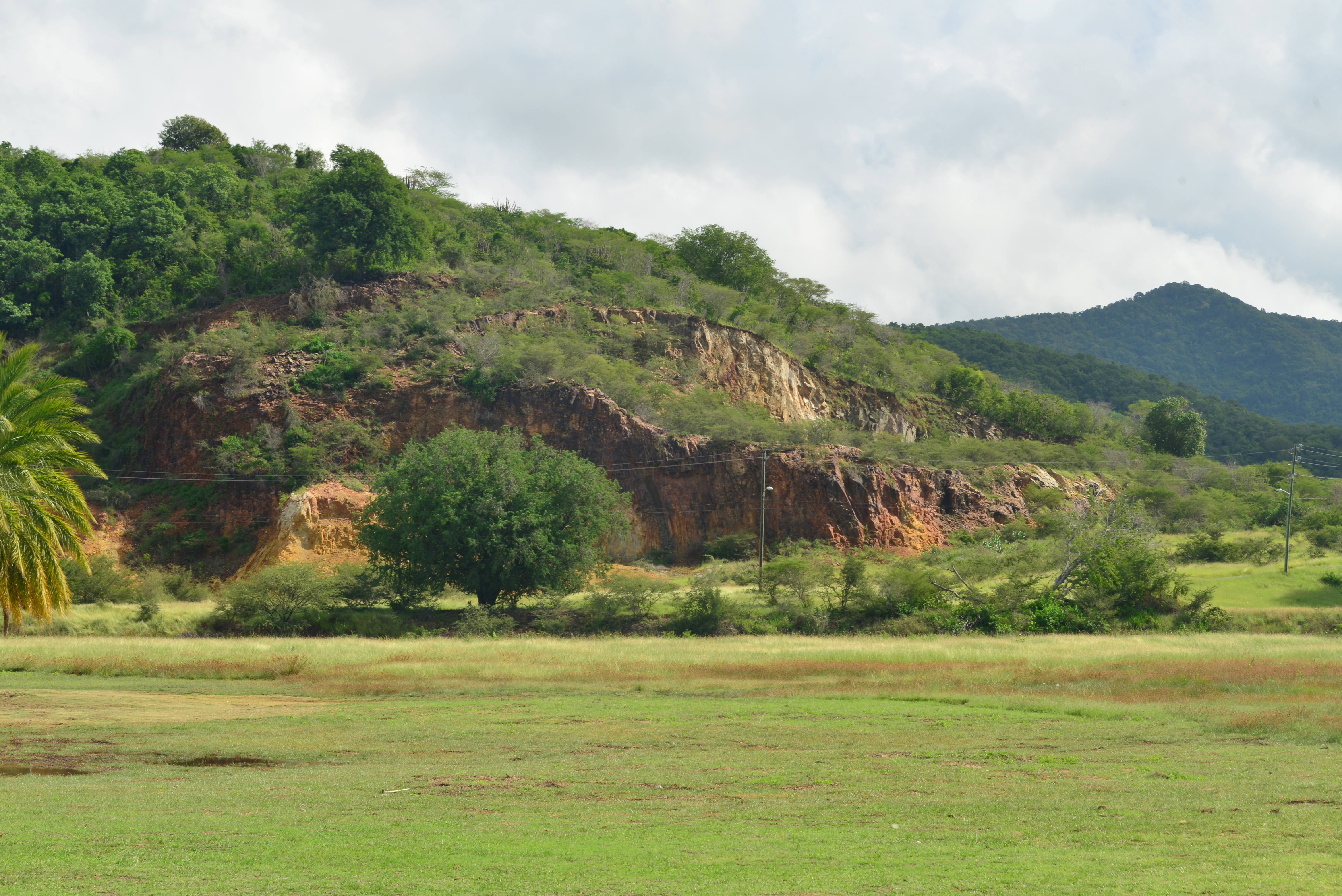
Heuvels langs Valley Road
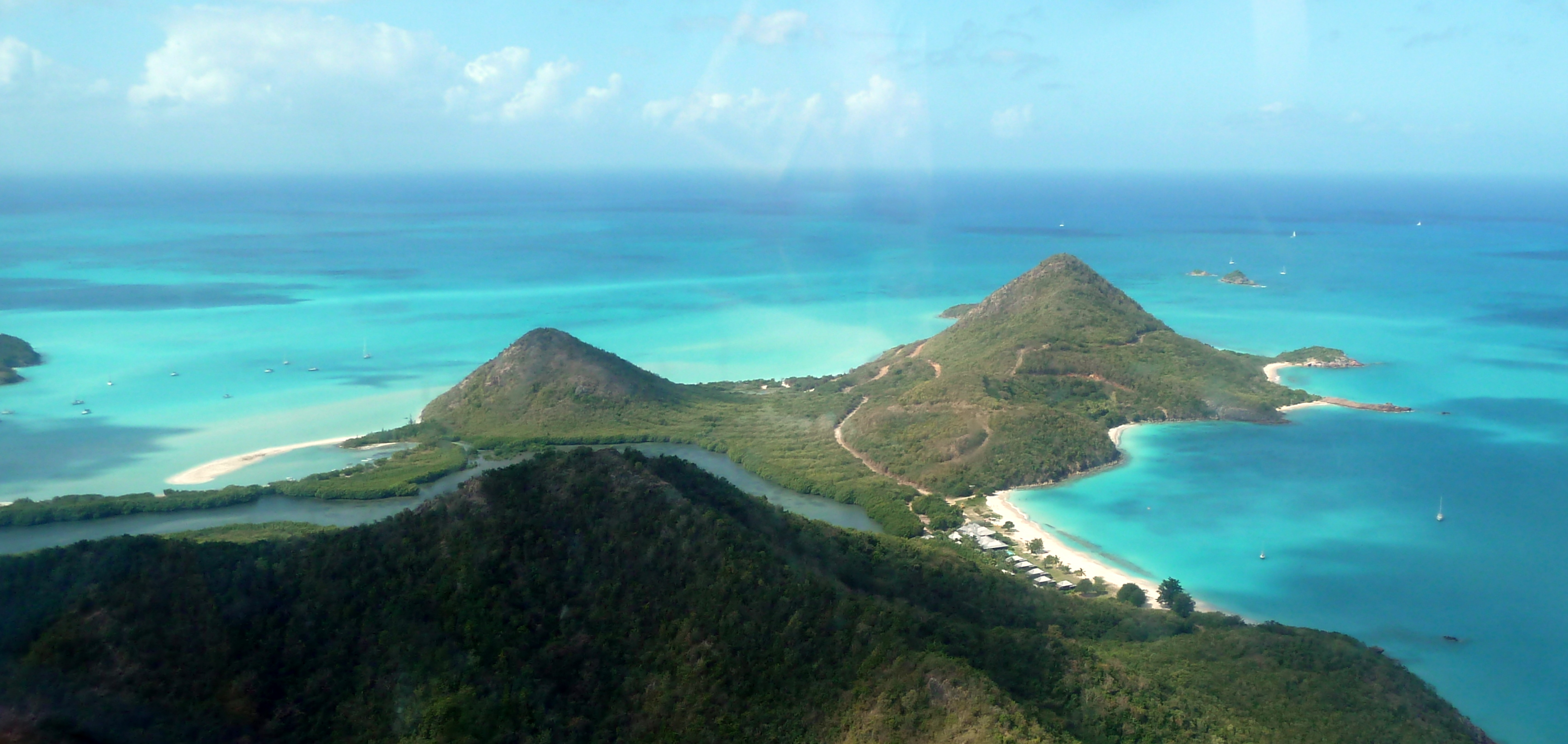
Schiereiland bij Hermitage Bay